# Tên anh chưa có trong danh sách
Tên anh chưa có trong danh sách (tiếng Nga: В списках не значился) là một tiểu thuyết Liên Xô của nhà văn Boris Vasilyev được xuất bản lần đầu năm 1974. Lấy bối cảnh Chiến tranh Vệ quốc của Liên Xô, tác phẩm nói về số phận của một người lính Hồng quân phải chiến đấu cô độc giữa pháo đài Brest nằm sâu trong hậu phương của Đức Quốc xã. Cùng với Và nơi đây bình minh yên tĩnh, đây được coi là tiểu thuyết ngắn xuất sắc nhất của Boris Vasilyev nói về Chiến tranh Vệ quốc vĩ đại.
Năm 1995 Tên anh chưa có trong danh sách đã được đạo diễn Andrey Malyukov chuyển thể thành bộ phim điện ảnh có tựa đề Tôi, người lính Nga (Я — русский солдат).

## Nội dung
Đêm ngày 21, rạng sáng ngày 22 tháng 6 năm 1941, quân đội Đức Quốc xã bất ngờ nổ súng mở đầu cho Chiến dịch Barbarossa tấn công Liên Xô. Cùng ngày 21 tháng 6 định mệnh, anh lính trẻ Nikolai Pluzhnikov được điều tới Pháo đài Brest, tiền đồn của Hồng quân nằm ở biên giới Đức-Xô. Pluzhnikov chưa kịp tìm tới đơn vị của mình để đăng ký thì toàn pháo đài đã bị dội pháo phủ đầu ác liệt và sau đó bộ binh Đức Quốc xã bắt đầu tràn ngập Brest. Tuy cố gắng chống đỡ nhưng trong cảnh bị tấn công chớp nhoáng, Hồng quân không thể đáp trả lại một lực lượng đông đảo với hỏa lực vượt trội của quân Đức, đồng đội của Pluzhnikov lần lượt ngã xuống, còn bản thân anh lính trẻ phải ẩn nấp trong hệ thống hầm hào của pháo đài để tiếp tục duy trì cuộc kháng cự. Ngày tháng dần qua, những người Nga cuối cùng trong pháo đài lần lượt ngã xuống hoặc bị bắt, Pluzhnikov rơi vào trạng thái hoàn toàn cô độc, vừa cố gắng cầm cự để sống sót, vừa phải căng mọi giác quan để đối phó với quân Đức. Sau chín tháng kháng cự, khi mà chiến tuyến đã tiến sâu vào trung tâm nước Nga, Pluzhnikov, người lính duy nhất còn lại của Hồng quân ở Brest, cuối cùng cũng bị bắt. Khi các sĩ quan Đức Quốc xã hỏi anh về tên tuổi, cấp bậc, chức vụ, Nikolai Pluzhnikov chỉ trả lời rằng: "Tôi, người lính Nga" và qua đời. Thành phố Brest sau này đã được chính phủ Liên Xô phong tặng danh hiệu Thành phố Anh hùng.

## Chuyển thể
Sau khi ra đời, Tên anh chưa có trong danh sách đã được độc giả đón nhận nồng nhiệt như tiểu thuyết ngắn trước đó của Vasilyev là Và nơi đây bình minh yên tĩnh. Năm 1975 tiểu thuyết đã được Nhà hát Lenkom Moskva chuyển thể thành vở kịch cùng tên của đạo diễn sân khấu Mark Zakharov, vai Pluzhnikov được giao cho diễn viên nổi tiếng Aleksandr Abdulov. Vở kịch này khi công diễn cũng đã đạt được thành công lớn.
Nếu như Và nơi đây bình minh yên tĩnh được Điện ảnh Liên Xô chuyển thể từ ngay thập niên 1970 thì phải đợi tới năm 1995 Tên anh chưa có trong danh sách mới được chuyển thể thành phim điện ảnh với tựa đề Tôi, người lính Nga (Я — русский солдат). Đây là một bộ phim Nga của đạo diễn Andrew Malyukov với kịch bản chuyển thể do Yelena Paradiva chấp bút.

## Bản dịch tiếng Việt
Tác phẩm được Đức Thuần và Xuân Du dịch ra tiếng Việt, Nhà xuất bản Cầu Vồng in chung với Và nơi đây bình minh yên tĩnh năm 1985 .
Ngoài ra tại Việt Nam, tác phẩm cũng được Nhà xuất bản Quân đội nhân dân in năm 1980  và tái bản năm 2001.